# Venanzo Crocetti
Venanzo Crocetti, né à Giulianova le 4 août 1913 – mort le 3 février 2003 à Rome, est un sculpteur italien.

## Biographie
En 1938, Venanzo Crocetti reçoit le Grand Prix à la 19e Biennale de Venise. En 1966, Crocetti termine La Porte des Sacrements pour la  Basilique Saint-Pierre de Rome. En 1972, à Rome, il a été nommé président de l’Accademia di San Luca.
Crocetti reçut aussi le Gold Award du ministère de l'Éducation de l'Italie pour ses réalisations dans les arts et la culture.
Depuis 1991, une salle du Musée de l'Ermitage  à Saint-Pétersbourg est dédiée à son travail. Y figure notamment un bronze datant de 1983 représentant un artiste peintre et son modèle, une femme dévêtue.
À Rome, le Musée Venanzo Crocetti est dédié à l'œuvre du sculpteur.